# Colin Pitchfork
Colin Pitchfork, né le 23 mars 1960 à Newbold Verdon (Leicestershire) en Angleterre, est un meurtrier et violeur britannique, reconnu coupable.
Il est le premier suspect à être condamné sur base de traces ADN, à la suite du premier prélèvement ADN de masse d'une catégorie d'individus donnés. L'intéressé a tué et violé deux jeunes femmes, la première à Narborough, dans le Leicestershire, en novembre 1983, et la seconde à Enderby, toujours dans le Leicestershire, en juillet 1986. Il a été arrêté le 19 septembre 1987 et condamné à la prison à perpétuité le 22 janvier 1988, après l'aveu des crimes pour lesquels il est poursuivi.

## Biographie
Colin Pitchfork vivait à Newbold Verdon, il a suivi sa scolarité à Market Bosworth et Desford. Il se marie en 1981 avec une assistante sociale, après quoi il vit à Littlethorpe. Le couple a deux fils.
Avant d'être marié, Pitchfork a été reconnu coupable d'attentat à la pudeur. Pour ces faits, il a été envoyé à l'hôpital psychiatrique de Carlton Hayes, à Narborough.
En 1976, Colin Pitchfork est engagé en qualité d'apprenti dans une boulangerie du Hampshires Bakery. Il y a travaillé jusqu'à ce qu'il soit arrêté pour ses meurtres. Il a acquis des compétences particulières en montage et décorations de pâtisseries, il espérait lancer sa propre entreprise dans le domaine. Selon son employeur, il était un bon employé, mais de mauvaise humeur. Il aurait également tendance à draguer ses collègues féminines, empêchant son supérieur de le laisser travailler seul avec ces dernières.

### Crimes
Le 21 novembre 1983, une adolescente de 15 ans, du nom de Lynda Mann, quitte son domicile en vue de rendre visite à une amie. Elle n'en revient pas. Le lendemain matin, son corps est retrouvé sur un chemin désert connu localement sous le nom de "Black Pad". Il apparaît qu'elle a été étranglée et violée. À ce moment, les enquêteurs ne disposent pas encore de techniques poussées en matière de police technique et scientifique, ils sont cependant en mesure d'indiquer que le sperme prélevé sur le corps appartient à un homme, de groupe sanguin A avec un profil d'enzymes qui correspond à uniquement 10 % des hommes. En l'absence d'élément de preuve supplémentaire ou de piste à suivre pour l'enquête, le dossier reste ouvert.
Le 31 juillet 1986, une autre adolescente de 15 ans, Dawn Ashworth, emprunte un raccourci en lieu et place de son trajet habituel vers son domicile. Son corps est retrouvé deux jours plus tard dans une zone boisée à proximité d'un sentier appelé " Ten Pound Lane". On constate qu'elle a été battue, sauvagement violée et étranglée. Le modus operandi correspond au premier crime et l'échantillon de sperme prélevé s'avère appartenir à un individu du même type sanguin que l'auteur du premier crime.

#### Identification ADN
Le principal suspect était Richard Buckland, un jeune de 17 ans, de la région, présentant des difficultés d'apprentissage. Lors d'un interrogatoire, il reconnait le crime de Dawn Ashworth, mais nie son implication dans le premier meurtre. Alec Jeffreys, de l'université de Leicester, avait récemment permis l'identification d'empreintes génétiques, avec Peter Gill et Dave Werrett du Forensic Science Service (FSS). Cette technique était détaillée dans un document paru en 1985.
Peter Gill a expliqué qu'Alec Jeffreys a comparé les échantillons de sperme prélevés avec le sang de Richard Buckland, à la suite de quoi ils sont en mesure de prouver qu'un seul et même suspect a tué les deux jeunes filles, mais qu'il ne s'agit pas du suspect incriminé. La police contacte ensuite le FSS en vue de vérifier les résultats d'Alec Jeffreys. Richard Buckland est alors devenu le premier suspect innocenté grâce à la technique d'identification des empreintes génétiques.
Plus tard, le "Leicestershire Constabulary" et le FSS entreprennent alors une enquête auprès de 5 000 hommes de la région en vue qu'ils acceptent volontairement qu'un échantillon de sang ou de salive soit prélevé sur leur personne. Ces mesures prennent six mois de temps, mais aucun résultat n'en ressort.

#### Arrestation et condamnation
Le 1er août 1987, Ian Kelly, un collègue de Colin Pitchfork, révèle dans un bar à d'autres collègues qu'il avait reçu 200 livres sterling pour donner un échantillon de sang en se faisant passer pour Pitchfork. Pitchfork aurait confié à Kelly qu'il ne pouvait pas donner son propre sang car il avait déjà fait un don sous le nom d'un ami pour éviter des ennuis avec la police liés à des cambriolages commis dans sa jeunesse. Une femme ayant entendu la conversation en informa la police.

Le 19 septembre 1987 Colin Pitchfork est arrêté dans son domicile situé à Haybarn Close, dans le village de Littlethorpe. Un échantillon est également prélevé sur l'intéressé en vue de vérifier s'il correspond à l'empreinte génétique du suspect.

Lors d'un interrogatoire ultérieur, Colin Pitchfork admet avoir eu des pulsions à plus de 1 000 reprises vis-à-vis de femmes, et que cela aurait commencé au début de son adolescence. Pulsions qui l'auraient conduit à agresser sexuellement ses victimes, pour ensuite les étrangler afin de préserver son identité. Il a plaidé coupable concernant les deux viols suivis de meurtres, en plus d'une tierce agression sexuelle qu'il avait commise.

Il se préparait à déménager vers Littlethorpe au moment du meurtre de Lynda Mann et il vivait à Haybarn Close, lors de celui de Dawn Ashworth.

Il est condamné à la réclusion à perpétuité. La durée minimale à partir de laquelle il est susceptible d'être libéré est fixée à 30 ans, réduite à 28 ans en appel.

### Artiste
En avril 2009, une sculpture réalisée en prison par Colin Pitchfork est exposée au Royal Festival Hall. L'œuvre, intitulée "Bringing the Music to Life", dépeint un orchestre, et est réalisée dans du papier méticuleusement plié et découpé, réalisé à partir de partitions de la neuvième symphonie de Beethoven. La sculpture a été exposée dans le cadre d'un projet réalisé par le "Koestler Trust", après avoir été achetée par le Royal Festival Hall pour 600 livres sterling. À la suite de l'indignation du Daily Mail, l'œuvre n'est plus exposée,. Pitchfork a réalisé ce travail dans la prison de Frankland, à Brasside, dans le comté de Durham.

### Appel
Le 14 mai 2009, après un premier ajournement le 30 avril 2009, la procédure d'appel de Colin Pitchfork est prise en considération par la Cour royale de justice à Londres. Il obtient une réduction de deux ans sur sa sentence initiale fixée à un minimum de 30 ans d’emprisonnement. À la suite de cela, Colin Pitchfork est potentiellement libérable depuis le mois de septembre 2015, en raison du temps passé en détention préventive. Le lord juge en chef d'Angleterre et du pays de Galles, a cependant déclaré qu'il ne pouvait pas être libéré sans que la sécurité publique ne soit assurée. La cour a entendu le fait que Pitchfork était maintenant diplômé et qu'il était devenu expert dans la transcription de partitions de musique en braille, dans l'espoir d'un jour venir en aide aux aveugles. Ses avocats présentent cela comme une évolution de l'intéressé durant son incarcération.
La commission des libérations conditionnelles commence l'examen du dossier en avril 2015, en vue d'une audience en septembre 2015.

### Libération et rappel
Libéré sous condition le 1er septembre 2021,, Pitchfork est remis en prison en novembre 2021 pour avoir enfreint les conditions de son permis en « approchant des jeunes femmes » alors qu'il se promenait depuis son centre de réinsertion (en anglais Halfway house).
En juin 2023, il est annoncé que Pitchfork sera de nouveau libéré sur parole. À la suite d'un énorme tollé général, de nouvelles audiences de libération conditionnelle de Pitchfork ont eu lieu les 2 et 3 octobre 2023.  En décembre 2023, la libération conditionnelle est refusée
Pitchfork ayant contesté la décision de la Commission des libérations conditionnelles pour des raisons procédurales, elle accepte, en février 2024, de programmer une autre audience devant un autre panel pour examiner sa libération potentielle,,.

## Filmographie
En 2014, un téléfilm en deux parties, intitulé Le Code du Tueur, basé sur les crimes de Colin Pitchfork et les débuts de l'identification par traces ADN a été commandé. John Simm y joue le rôle du Professeur Jeffreys et David Threlfall le rôle de David Baker, le commissaire en chef. Le personnage de Colin Pitchfork est joué par Nathan Wright. Le téléfilm est diffusé pour la première fois, en deux épisodes de 90 minutes, les 6 et 13 avril 2015.